# Idioma kalasha
Kalasha (IPA: [kaɭaʂaː], localmente: Kal'as'amondr) es una lengua indo-aria hablada por el pueblo Kalasha, en el distrito de Chitral de la provincia de Khyber Pakhtunkhwa de Pakistán. Se estima que hay 4100 hablantes de Kalasha. Es una lengua en peligro de extinción y hay un cambio de lengua en curso hacia el khowar.
Kalasha no debe confundirse con el cercano idioma nuristan Waigali (Kalasha-ala). Según Badshah Munir Bukhari, investigador de los Kalash, "Kalasha" es también el nombre étnico de los habitantes nuristaníes de una región al suroeste de los valles de Kalasha, en los valles de Waygal y Pech medio de la provincia de Nuristan en Afganistán. El nombre "Kalasha" parece haber sido adoptado para el pueblo Kalasha por los hablantes de Kalasha de Chitral de los Nuristanis de Waygal, quienes durante un tiempo se expandieron hasta el sur de Chitral hace varios siglos. Sin embargo, no existe una conexión estrecha entre la lengua indo-aria Kalasha-mun (Kalasha) y la lengua nuristaní Kalasha-ala (Waigali), que descienden de diferentes ramas de las lenguas indoiraníes.

## Historia
Los primeros eruditos que trabajaron sobre Kalasha incluyen al orientalista del siglo XIX Gottlieb Wilhelm Leitner y al lingüista del siglo XX Georg Morgenstierne. Más recientemente, Elena Bashir y varios otros han realizado estudios. El desarrollo de materiales prácticos de alfabetización se ha asociado con el lingüista Kalasha Taj Khan Kalash. El Kalash del Sur o Urtsun Kalash cambió a un dialecto de Kalasha-mun influenciado por Khowar en el siglo XX llamado Urtsuniwar.

## Clasificación
De todos los idiomas de Pakistán, el kalasha es probablemente el más conservador, junto con el idioma cercano khowar. En algunos casos, Kalasha es incluso más conservador que Khowar, por ejemplo, al conservar consonantes aspiradas sonoras, que han desaparecido de la mayoría de las otras lenguas dárdicas.
Algunas de las retenciones típicas de sonidos y grupos (y significados) se ven en la siguiente lista. Sin embargo, tenga en cuenta también algunas características comunes de los nuevos indoarios y dárdicos.

## fonológia
Kalasha es fonológicamente atípica porque contrasta vocales simples, largas, nasales y retroflejas, así como combinaciones de estas (Heegård y Mørch 2004). A continuación se muestra la fonología de Kalasha:

### Vocales
|              | Anteriores | Centrales | Posteriores |
| ------------ | ---------- | --------- | ----------- |
| Cerradas     | i ĩ i˞ ĩ˞  |           | u ũ u˞ ũ˞   |
| Semicerradas | e ẽ e˞ ẽ˞  |           | o õ o˞ õ˞   |
| Abiertas     |            | a ã a˞ ã˞ |             |

### Consonantes
Al igual que con otras lenguas dárdicas, el estado fonémico de la serie con voces entrecortadas es discutible. Algunos análisis no están seguros de si son fonémicas o alofónicas, es decir, las pronunciaciones regulares de grupos de consonantes sonoras con /h/.
|              |                  | Labiales | Alveolares | Retroflejas | Postalveolares/ Palatales | Velares | Uvulares | Glotales |
| ------------ | ---------------- | -------- | ---------- | ----------- | ------------------------- | ------- | -------- | -------- |
| Nasales      | Nasales          | m        | n          | (ɳ)         | (ɲ)                       | (ŋ)     |          |          |
| Oclusivas    | Sordas           | p        | t          | ʈ           |                           | k       | (q)      |          |
| Oclusivas    | Sonoras          | b        | d          | ɖ           |                           | ɡ       |          |          |
| Oclusivas    | Aspiradas        | pʰ       | tʰ         | ʈʰ          |                           | kʰ      |          |          |
| Oclusivas    | Voz entrecortada | bʱ       | dʱ         | ɖʱ          |                           | ɡʱ      |          |          |
| Africadas    | Sordas           |          | ts         | tʂ          | tɕ                        |         |          |          |
| Africadas    | Sonoras          |          | dz         | dʐ          | dʑ                        |         |          |          |
| Africadas    | Aspiradas        |          | tsʰ        | tʂʰ         | tɕʰ                       |         |          |          |
| Africadas    | Voz entrecortada |          |            |             | dʑʱ                       |         |          |          |
| Fricativas   | Sordas           |          | s          | ʂ           | ɕ                         | (x)     |          | h        |
| Fricativas   | Sonoras          |          | z          | ʐ           | ʑ                         | (ɣ)     |          |          |
| Aproximantes | Aproximantes     |          | l ɫ        |             | j                         | w       |          |          |
| Róticas      | Róticas          |          | r          | (ɽ)         |                           |         |          |          |

Los fonemas /x ɣ q/ se encuentran en préstamos.

### Comparación de vocabulario
La siguiente tabla compara las palabras Kalash con sus cognados en otras lenguas indoarias.
| Español | Kalasha          | Sánscrito          | otras lenguas indoarias             |
| ------- | ---------------- | ------------------ | ----------------------------------- |
| hueso   | athi, aṭhí       | asthi              | Hindi -; Nepali ā̃ṭh 'las costillas' |
| orina   | mutra, mútra     | mūtra              | H. mūt; Assamese mut                |
| pueblo  | grom             | grama              | H. gā̃w; A. gãü                      |
| cuerda  | rajuk, raĵhú-k   | rajju              | H. lej, lejur; A. lezu              |
| fumar   | thum             | dhūma              | H. dhūā̃, dhuwā̃; A. dhü̃a             |
| carne   | mos              | maṃsa              | H. mā̃s, mās, māsā                   |
| perro   | shua, śõ.'a      | śvan               | H. -; Sinhalese suvan               |
| hormiga | pililak, pilílak | pipīla, pippīlika  | H. pipṛā; A. pipora                 |
| hijo    | put, putr        | putra              | H. pūt; A. put                      |
| largo   | driga, dríga     | dīrgha             | H. dīha; A. digha                   |
| ocho    | asht, aṣṭ        | aṣṭā               | H. āṭh; A. ath                      |
| roto    | china, čhína     | chinna             | H. chīn-nā 'arrebatar';             |
| matar   | nash             | nash, naś, naśyati | H. nā̆s 'destruir'                   |